# Tococa costoides
Tococa costoides är en tvåhjärtbladig växtart som beskrevs av Michelangeli. Tococa costoides ingår i släktet Tococa och familjen Melastomataceae. Inga underarter finns listade i Catalogue of Life.